# Ernest Vallé

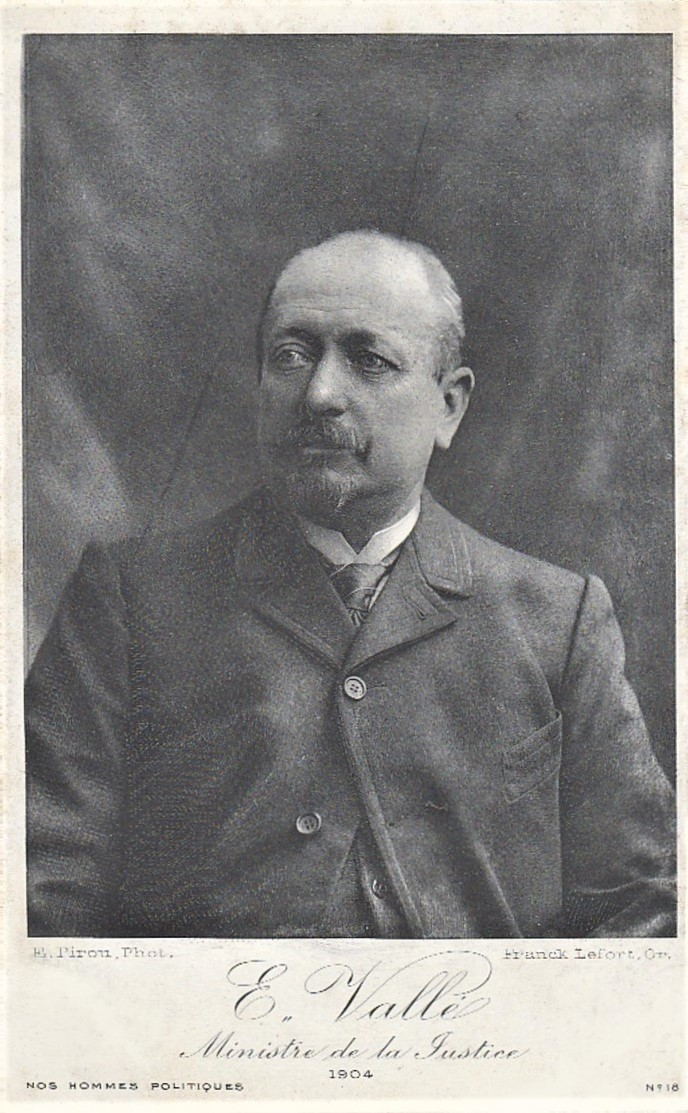
Ernest Vallé

Ernest Vallé (* 19. September 1845 in Avize, Département Marne; † 24. Januar 1920 im 7. Arrondissement, Paris) war ein französischer Jurist und Politiker, der unter anderem zwischen 1889 und 1898 Mitglied der Abgeordnetenkammer (Chambre des députés) sowie von 1898 bis zu seinem Tode 1920 Mitglied des Senats (Sénat) war. Er fungierte ferner zwischen 1902 und 1905 als Justizminister im Kabinett Combes und von 1909 bis 1910 als Präsident der Radikal-Sozialistischen Partei (Parti radical-socialiste).

## Leben

### Rechtsanwalt, Abgeordneter und Unterstaatssekretär
Ernest Vallé besuchte das Lycée d’Epernay sowie das Lycée de Reims und absolvierte daraufhin ein Studium der Rechtswissenschaften an der Universität von Paris. Nach dessen Abschluss erhielt er 1867 seine Zulassung bei der Pariser Anwaltskammer, dem barreau de Paris, und war daraufhin als Sekretär des Senators Désiré Médéric Le Blond sowie anschließend des ehemaligen Vorsitzenden der Anwaltskammer Cresson tätig. Er engagierte sich in der Bewegung junger Republikaner gegen das Zweite Kaiserreich, gehörte dem Anti-Volksabstimmungskomitee an und war für die Verteilung von Nein-Stimmzetteln zuständig. Als Angehöriger der Mobilen Garde nahm er zwischen 1870 und 1871 am Deutsch-Französischen Krieg teil. Nach Kriegsende nahm er eine Tätigkeit als Rechtsanwalt und erhielt die Zulassung am Cour d’appel de Paris, dem Berufungsgericht von Paris. Seine politische Laufbahn begann 1886 als für den Kanton Avize zum Mitglied des Generalrates (Conseil général) des Département Marne gewählt wurde.
Bei den Wahlen 1889 wurde Vallé als Kandidat der Radikalen (Groupe Radical) im ersten Wahlgang am 22. September 1889 für das Arrondissement Épernay im Département Marne mit 12.391 Stimmen erstmals zum Mitglied der Abgeordnetenkammer (Chambre des députés) gewählt, während auf seinen Gegenkandidaten 8.804 Stimmen entfielen. Er beteiligte sich in der Legislaturperiode an zahlreichen Debatten und wurde 1892 zum Hauptberichterstatter der Untersuchungskommission zum Panamaskandal ernannt, ein Bestechungsskandal in der Dritten Französischen Republik. Dabei überredete er die Kommission, den von ihm erstellten Bericht zu veröffentlichen.
Bei der darauf folgenden Wahl am 20. August 1893 wurde er mit 9.183 Stimmen wieder zum Mitglied der Abgeordnetenkammer gewählt, während auf seine drei sozialistischen Gegenkandidaten insgesamt 7.165 Wählerstimmen entfielen. 1894 war er als verantwortlicher Berichterstatter für die Justizreform und die Ausweitung der Gerichtsbarkeit der Friedensrichter. Er sprach sich abschließend für diese Bestimmungen und die Reduzierung der Gerichtskosten aus. Am 3. Januar 1897 hatte er sich bei den Senatswahlen im Département Marne gestellt und war dabei gescheitert, da er nur 434 Stimmen von 990 Stimmen im Wahlmännergremium erhalten hatte.
Vallé wurde auch bei den Wahlen am 8. Mai 1898 abermals zum Mitglied der Abgeordnetenkammer gewählt und konnte sich mit 12.010 Stimmen gegen drei Gegenkandidaten durchsetzen, die insgesamt 10.870 Wählerstimmen erhielten. Kurz darauf übernahm er am 28. Juni 1898 im Kabinett Brisson II das Amt als Unterstaatssekretär im Innenministerium (Sous-secrétaire d’Etat à l’Intérieur) und bekleidete dieses bis zum Rücktritt des Kabinetts am 26. Oktober 1898 nach der Ablehnung der Vertrauensfrage in der Abgeordnetenkammer nach verschiedenen Anfragen zur Dreyfus-Affäre.

### Senator, Justizminister und Parteivorsitzender

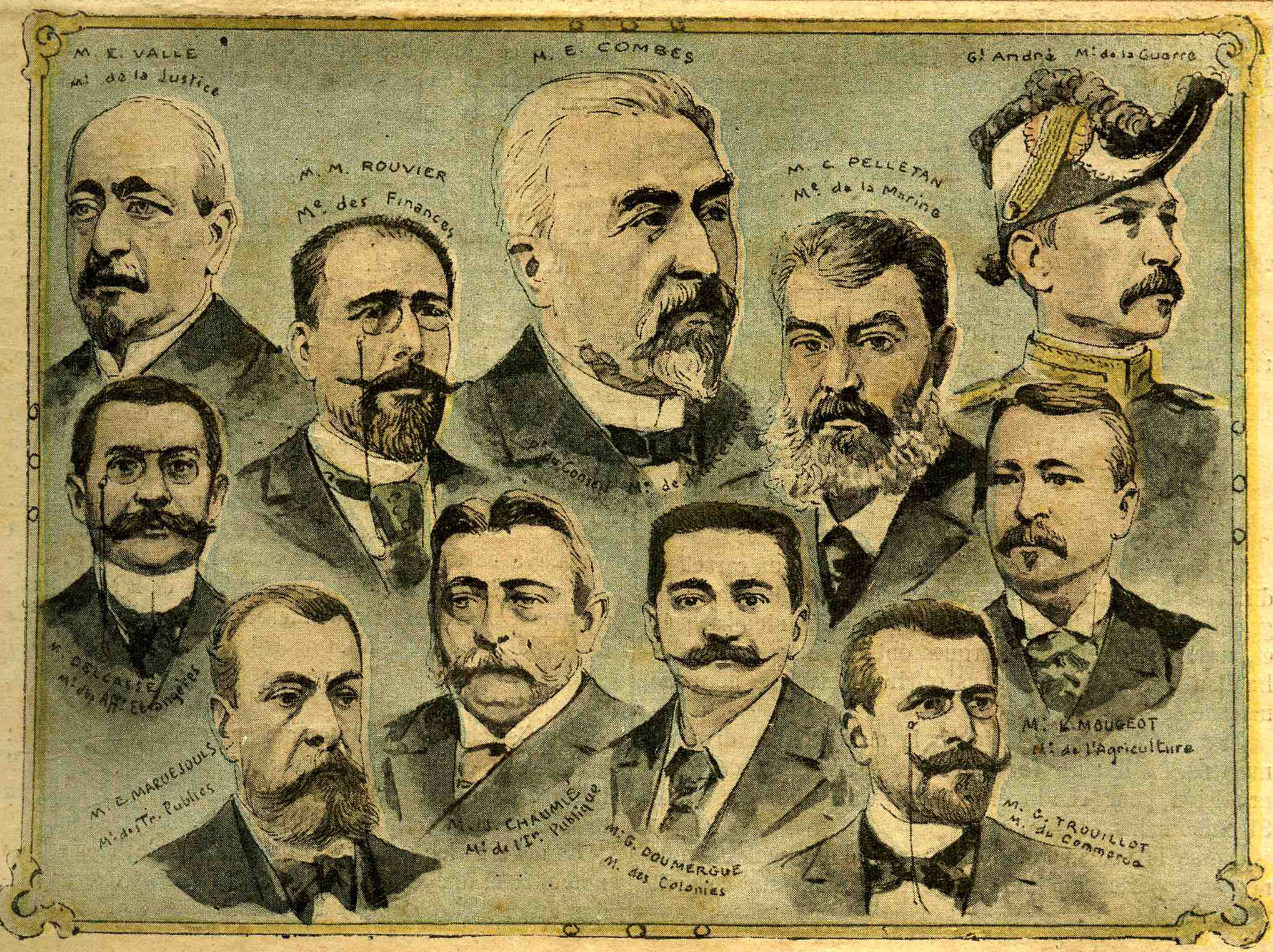
Das Kabinett Combes (1902)

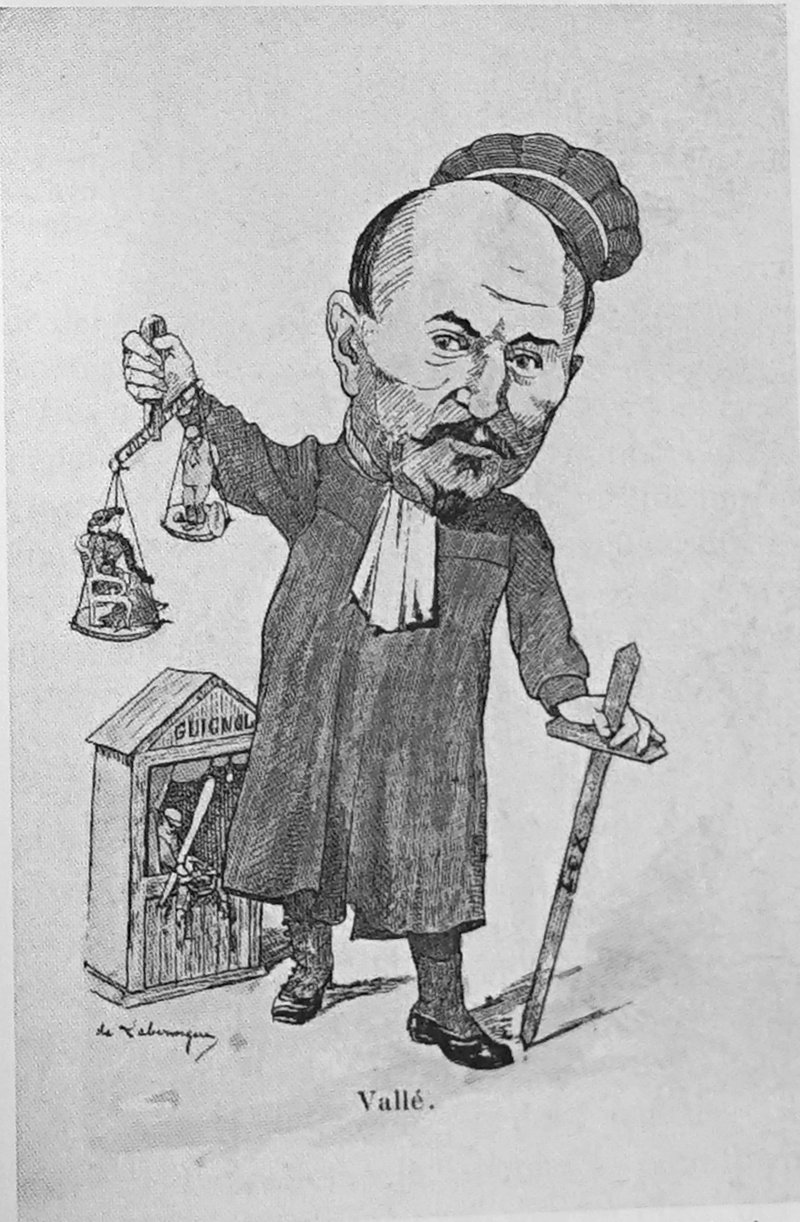
Vallé in einer Karikatur zur Zeit der Diskussion zum Gesetz zur Trennung von Staat und Kirche.

Nach dem Tode von Alfred Poirrier wurde Ernest Vallé am 20. November 1898 als dessen Nachfolger zum Mitglied des Senats (Sénat) für das Département Marne gewählt und erhielt dabei 499 der 993 Stimmen im Wahlmännerkollegium. Er legte daraufhin am 6. Dezember 1898 sein Mandat in der Abgeordnetenkammer nieder. 1901 wurde er Präsident der Radikalen Partei (Parti radical) und gehörte zwischen 1902 und 1914 der Hohen Gerichtskommission (Commission de la Haute cour) des Senats als Mitglied an.
Vallé wurde am 7. Juni 1902 als Justizminister (Ministre de la Justice) in das Kabinett Combes berufen und bekleidete dieses Amt bis zum 18. Januar 1905. In dieser Eigenschaft unterstützte er 1903 die Abstimmung der Maßnahmen gegen die Kongregationen zur Trennung von Staat und Kirche. Am 18. Dezember 1903 verstärkten Premierminister Émile Combes und sein Justizminister ihre Aktion weiter, aber sie brauchten drei Monate, um die Abstimmung über ihren neuen Text zu erreichen, den der Senat wiederum ratifizierte, wobei das Gesetz am 5. Juli 1904 verkündet wurde. 
Von 1905 bis 1912 sprach Ernest Vallé sehr oft besonders während der Haushaltsdiskussion und der Debatten, die auf die Trennung von Kirche und Staat abzielten. Als Nachfolger von Louis Lafferre wurde er 1909 Präsident der Radikal-Sozialistischen Partei (Parti radical-socialiste) und übte diese Funktion bis zu seiner Ablösung durch Émile Combes 1910 aus. Ab 1912 blieb er zwar Mitglied zahlreicher Kommissionen, insbesondere der Kommission des Gerichtshofs (Commission d’instruction de la Cour de justice), und beteiligte sich aktiv an deren Arbeit, mischte sich aber nicht mehr in die öffentlichen Sitzungen des Senats ein. Am 7. Februar 1906 wurde er mit 597 der 987 Stimmen des Wahlmännerkollegiums wieder zum Mitglied des Senats für das Département Marne gewählt. Während des Ersten Weltkrieges hatte er trotz seines schlechten Gesundheitszustandes nie aufgehört, sich für die Unterstützung von zerstörten Dörfern an allen Frontstellen zu bemühen.
Zuletzt wurde Vallé am 11. Januar 1920 im ersten Wahlgang mit 703 der 970 Stimmen im Wahlmännerkollegium noch einmal zum Senator gewählt, verstarb aber bereits  dreizehn Tage später am 24. Januar 1920 noch vor Konstituierung des neu gewählten Senats.